# Решетникова, Анна Сафроновна
Анна Сафроновна Решетникова (род. 17 сентября 1938, село Карячка, теперь село Мирное Килийского района Одесской области) — украинский советский деятель, главный агроном колхоза «Дружба» Килийского района Одесской области. Депутат Верховного Совета СССР 11-го созыва, народный депутат СССР.

## Биография
Родилась в крестьянской семье. С 1952 по 1956 год училась в Белгород-Днестровском сельскохозяйственном техникуме Одесской области.
С 1956 года — помощник бригадира полеводческой бригады колхоза «Дружба» села Мирное Килийского района Одесской области; телефонистка.
В 1964—1979 годах — агроном-овощевод колхоза «Дружба» села Мирное Килийского района Одесской области.
Член КПСС с 1968 года.
В 1978 году без отрыва от производства окончила Одесский сельскохозяйственный институт.
С 1979 года — главный агроном колхоза «Дружба» села Мирное Килийского района Одесской области.
Потом — на пенсии в селе Мирное Килийского района Одесской области.

## Награды и отличия
- Герой Социалистического Труда
- 2 ордена Ленина
- медали